# Ketchikan
Ketchikan (/ˈkɛtʃɪkæn/ KETCH-ih-kan; Tlingit: Kichx̱áan) es una ciudad situada en el borough de Ketchikan Gateway, Alaska, Estados Unidos, el asentamiento principal más al sureste del mismo. La economía de Ketchikan se basa en el turismo y la pesca. El centro de Ketchikan ha sido declarado "Distrito Histórico Nacional"; The Misty Fiords National Monument es una de las mayores atracciones de la zona.
Con una población de 8.192 habitantes en el censo de 2020, en comparación con los 8.050 de 2010, es la sexta ciudad más poblada del estado y la decimotercera comunidad más poblada si se incluyen los lugares designados por el censo. El distrito circundante, que abarca suburbios al norte y al sur de la ciudad a lo largo de la autopista Tongass (la mayoría de los cuales se consideran comúnmente parte de Ketchikan, aunque no forman parte de la ciudad en sí), además de pequeños asentamientos rurales accesibles principalmente por agua, registró una población de 13.948 habitantes en ese mismo censo.
Constituida el 25 de agosto de 1900, Ketchikan es la ciudad incorporada más antigua que aún se conserva en Alaska, ya que la consolidación o unificación en otras partes de Alaska resultó en la disolución de los gobiernos municipales de esas comunidades. Ketchikan se encuentra en la isla Revillagigedo, nombrada así en 1793 por el capitán George Vancouver.
Ketchikan recibe su nombre del arroyo Ketchikan, que atraviesa la ciudad y desemboca en el estrecho Tongass, a poca distancia al sureste del centro. "Ketchikan" proviene del nombre tlingit del arroyo, Kitschk-hin, cuyo significado no está claro. Puede significar "el río perteneciente a Kitschk"; otros relatos afirman que significa "Alas atronadoras de un águila". En el tlingit moderno, este nombre es Kichx̱áan.

## Historia
El arroyo Ketchikan sirvió como campamento de pesca de verano para los nativos Tlingit durante incontables años antes de que Mike Martin fundara el pueblo en 1885. Martin fue enviado a la zona por una empresa conservera de Oregón para evaluar las perspectivas. Fundó la salinera Clark & Martin y una tienda de abarrotes junto con George Clark, nativo de Nueva Escocia, quien había sido capataz de una fábrica de conservas que se incendió.
Ketchikan llegó a ser conocida como "la primera ciudad de Alaska" debido a su ubicación estratégica en el extremo sur del Pasaje Interior, que conecta el Golfo de Alaska con el estrecho de Puget.
En 1905 se construyó una casa de misión, que en 1909 se convirtió en el Hospital Yates Memorial. En 2020, el National Trust for Historic Preservation declaró al antiguo hospital como uno de los lugares históricos más amenazados de Estados Unidos.

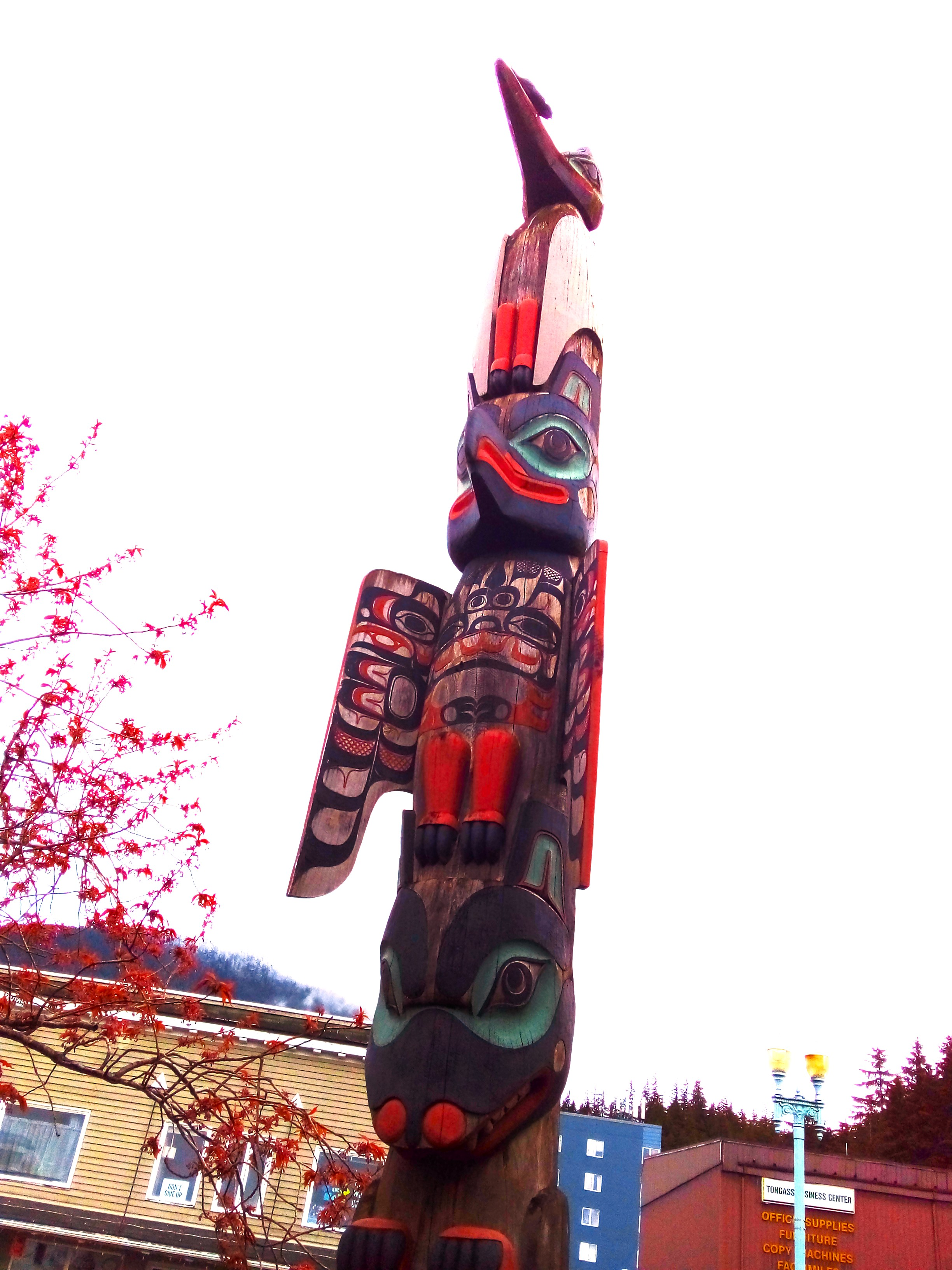
Tótem del jefe Kyan.

## Tótems
Ketchikan cuenta con la colección más grande del mundo de tótems en pie, que se encuentran por toda la ciudad y en cuatro lugares principales: el Parque Tótem Saxman, el Parque Estatal Totem Bight, el Parque Potlatch y el Centro del Patrimonio Tótem. La mayoría de los tótems en el Parque Tótem Saxman y el Parque Estatal Totem Bight son retallados de postes antiguos, una práctica que comenzó durante la administración Roosevelt a través del Cuerpo Civil de Conservación. El Centro del Patrimonio Tótem exhibe postes preservados del siglo XIX, rescatados de sitios abandonados en pueblos cercanos a Ketchikan. El poste del Jefe Kyan, en el Parque Whale, en el centro de la ciudad, es una de las imágenes de fondo que aparecen en la mayoría de los pasaportes estadounidenses.

## Geografía
Las coordenadas geográficas GPS de Ketchikan son latitud 55°22°52″ N (ligeramente al sur de Copenhague, Dinamarca, y de Glasgow, Escocia) y longitud 131°39′51″ O. La ciudad se encuentra en el extremo sur del sureste de Alaska, en la isla Revillagigedo, a 1100 km al noroeste de Seattle, Washington, a 378 km (235 millas) al sureste de Juneau, Alaska -capital del estado-, y a 142 km (90 millas) al noroeste de Prince Rupert (Columbia Británica, Canadá). Está rodeada por el Bosque Nacional Tongass, administrado por el Servicio Forestal de los Estados Unidos desde su sede en el Edificio Federal Ketchikan en el centro de la ciudad, y al sur por Tongass Narrows, un estrecho canal de agua salada que corre de este a oeste y forma parte del Pasaje Interior. Debido a su terreno escarpado y boscoso, Ketchikan es una ciudad larga y estrecha, con gran parte de su área edificada ubicada a lo largo de la costa o a pocas cuadras de ella. La altitud de las zonas habitadas varía desde apenas sobre el nivel del mar hasta aproximadamente 91 m (300 pies). Deer Mountain, un pico de 915 m (3.001 pies), se alza inmediatamente al este del centro de la ciudad.
Según la Oficina del Censo de los Estados Unidos, la ciudad tiene una superficie total de 15,3 km² (5,9 millas cuadradas). 11,3 km² (4,4 millas cuadradas) son tierra y 4,0 km² (1,5 millas cuadradas) (29,14 %) son agua.
El canal de 800 m (media milla) de ancho, llamado Tongass Narrows, separa Ketchikan de la isla Gravina, donde se encuentra el Aeropuerto Internacional de Ketchikan.

## Clima
Ketchikan tiene un clima marítimo u oceánico templado (Köppen: Cfb, Trewartha Dolk), caracterizado por una densa nubosidad, alta humedad y abundantes lluvias durante todo el año (incluso en el mes más seco), lo que le ha valido el apodo de la "Capital de la Lluvia de Alaska". Las interrupciones prolongadas de este clima lluvioso ocurren solo cuando el aire muy frío del Yukón penetra en las montañas costeras, llevando condiciones gélidas y despejadas hasta la costa, lo que a menudo deja a los residentes desprevenidos, ya que las tuberías de agua se congelan. Esto ocurrió especialmente en los eneros de 1916, 1950 y 1969.
Fuera de estos brotes continentales, los inviernos son fríos, pero más suaves de lo que su latitud por sí sola puede sugerir: enero tiene un promedio de 24 horas de 35,6 °F (2,0 °C), con una máxima promedio durante el día de 39,7 °F (4,3 °C) y una mínima nocturna de 31,5 °F (−0,3 °C). Más al este y lejos de la influencia marítima moderadora, los inviernos en estos paralelos en el interior de América del Norte son mucho más fríos. Los veranos son suaves, ya que la temperatura promedio de agosto es de 59,0 °F (15,0 °C), con una máxima promedio durante el día de 64,7 °F (18,2 °C) y una mínima nocturna de 53,3 °F (11,8 °C). Las precipitaciones promedian 149,54 pulgadas (3798 mm) por año, cayendo con mayor intensidad en otoño e invierno. En promedio, la temporada de crecimiento (sin temperaturas bajo cero) dura aproximadamente 6,3 meses o 191 días, desde aproximadamente el 19 de abril hasta aproximadamente el 27 de octubre.

La temperatura máxima récord en Ketchikan fue de 36 °C (96 °F) el 25 de junio de 1913. La temperatura mínima récord fue de -22 °C (-7 °F) el 23 de enero de 1916. El año más lluvioso fue 1949, con 5.145 mm (202,55 pulgadas) y el más seco, 1995, con 2.247 mm (88,45 pulgadas). La mayor precipitación en un mes fue de 53,85 pulgadas (1.368 mm) durante noviembre de 1917 y la mayor precipitación en 24 horas fue de 8,71 pulgadas (221 mm) el 11 de octubre de 1977. La mayor nevada en un mes fue de 45,1 pulgadas (1,15 m) en enero de 1971.

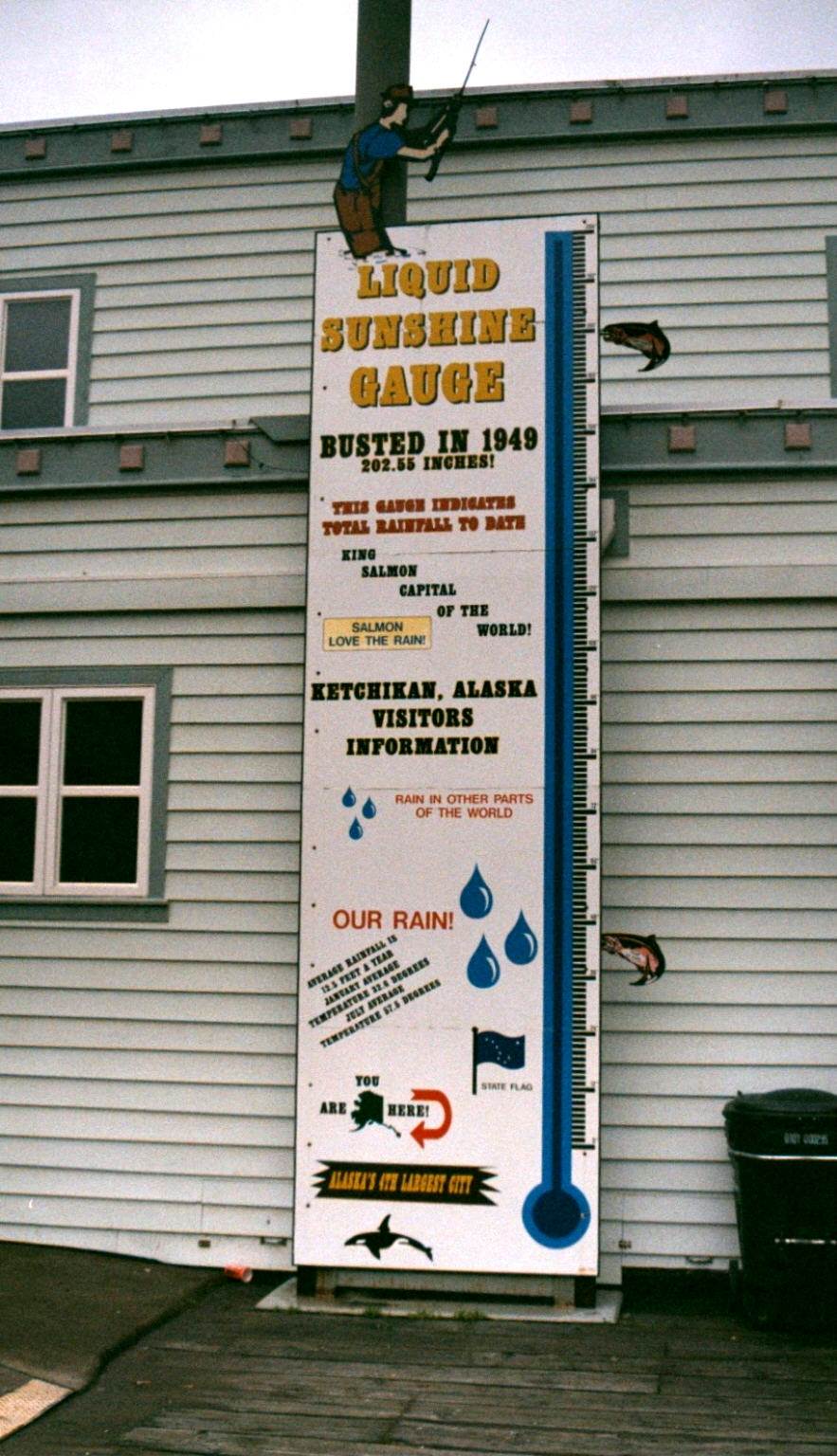
El "Liquid Sunshine Gauge" de Ketchikan. La ciudad alcanzó el récord anual máximo de lluvia caída en 1949, con 5.144,77 mm medidos.

| Parámetros climáticos promedio de Ketchikan, Alaska | Parámetros climáticos promedio de Ketchikan, Alaska | Parámetros climáticos promedio de Ketchikan, Alaska | Parámetros climáticos promedio de Ketchikan, Alaska | Parámetros climáticos promedio de Ketchikan, Alaska | Parámetros climáticos promedio de Ketchikan, Alaska | Parámetros climáticos promedio de Ketchikan, Alaska | Parámetros climáticos promedio de Ketchikan, Alaska | Parámetros climáticos promedio de Ketchikan, Alaska | Parámetros climáticos promedio de Ketchikan, Alaska | Parámetros climáticos promedio de Ketchikan, Alaska | Parámetros climáticos promedio de Ketchikan, Alaska | Parámetros climáticos promedio de Ketchikan, Alaska | Parámetros climáticos promedio de Ketchikan, Alaska |
| Mes                                                 | Ene.                                                | Feb.                                                | Mar.                                                | Abr.                                                | May.                                                | Jun.                                                | Jul.                                                | Ago.                                                | Sep.                                                | Oct.                                                | Nov.                                                | Dic.                                                | Anual                                               |
| --------------------------------------------------- | --------------------------------------------------- | --------------------------------------------------- | --------------------------------------------------- | --------------------------------------------------- | --------------------------------------------------- | --------------------------------------------------- | --------------------------------------------------- | --------------------------------------------------- | --------------------------------------------------- | --------------------------------------------------- | --------------------------------------------------- | --------------------------------------------------- | --------------------------------------------------- |
| Temp. máx. abs. (°C)                                | 19.4                                                | 17.2                                                | 20.6                                                | 23.9                                                | 33.9                                                | 35.6                                                | 33.3                                                | 31.7                                                | 26.7                                                | 22.2                                                | 18.3                                                | 16.7                                                | '                                                   |
| Temp. máx. media (°C)                               | 3.8                                                 | 5.4                                                 | 6.7                                                 | 10                                                  | 13.6                                                | 16.4                                                | 18.3                                                | 18.4                                                | 15.5                                                | 11                                                  | 6.9                                                 | 4.7                                                 | 10.9                                                |
| Temp. mín. media (°C)                               | -1.9                                                | -0.5                                                | 0.1                                                 | 2.2                                                 | 5.2                                                 | 8.5                                                 | 10.7                                                | 10.9                                                | 8.5                                                 | 4.9                                                 | 1.4                                                 | -0.5                                                | 4.1                                                 |
| Temp. mín. abs. (°C)                                | -21.7                                               | -17.8                                               | -16.1                                               | -12.2                                               | -3.9                                                | 0                                                   | 2.2                                                 | 1.1                                                 | -2.2                                                | -8.3                                                | -15                                                 | -18.3                                               | '                                                   |
| Precipitación total (mm)                            | 352.6                                               | 323.6                                               | 286.5                                               | 284.2                                               | 235                                                 | 187.2                                               | 188.7                                               | 274.3                                               | 361.2                                               | 563.1                                               | 438.4                                               | 397.5                                               | 3892.3                                              |
| Nevadas (cm)                                        | 33.8                                                | 22.6                                                | 13.7                                                | 2                                                   | 0.3                                                 | 0                                                   | 0                                                   | 0                                                   | 0                                                   | 0.3                                                 | 5.8                                                 | 21.8                                                | 100.3                                               |
| Días de precipitaciones (≥ 0.01 inch)               | 20                                                  | 18                                                  | 20                                                  | 19                                                  | 17                                                  | 16                                                  | 15                                                  | 16                                                  | 19                                                  | 24                                                  | 23                                                  | 22                                                  | 229                                                 |
| Fuente:                                             |                                                     |                                                     |                                                     |                                                     |                                                     |                                                     |                                                     |                                                     |                                                     |                                                     |                                                     |                                                     |                                                     |

## Demografía
Ketchikan apareció por primera vez en el censo estadounidense de 1890 como la aldea no incorporada de "Kichikan". De sus 40 residentes, 26 eran nativos, nueve blancos y cinco criollos (mezcla de rusos y nativos).[19] Volvió a aparecer como Ketchikan a partir de 1900 y en cada censo posterior. Se incorporó como ciudad también en 1900.
Según el censo del 2000, Ketchikan tenía 7.922 habitantes, 3.197 viviendas y 1.956 familias. La densidad de población era de 907,6 habitantes/km².
En 2010, residían en la ciudad 8.050 personas, 3.259 hogares y 1.885 familias. En 2017, la densidad de población era de 1.829,5 por milla cuadrada (714,1/km²). Había 3.731 viviendas con una densidad promedio de 848,0 por milla cuadrada (327,4/km²). La composición racial de la ciudad era: 60,7% blanca, 16,7% nativa americana (8,3% tlingit-haida, 1,9% tsimshian), 10,8% asiática (9,4% filipina), 10,0% de dos o más razas, 0,8% negra o afroamericana, 0,3% isleña del Pacífico y 0,7% de otra raza. El 4,4% de la población era hispana o latina (2,6% mexicana) de cualquier raza. Había 3.259 hogares. El 30,8% tenía hijos menores de 18 años viviendo con ellos, el 37,6% estaba encabezado por parejas casadas que vivían juntas, el 13,7% tenía una mujer como cabeza de familia sin presencia del esposo, y el 42,2% no eran familias. El 33,0% de los hogares estaban compuestos por una sola persona, y el 9,0% eran personas que vivían solas y tenían 65 años o más. El tamaño promedio del hogar era de 2,41 personas y el tamaño promedio de la familia, de 3,07.
La población se distribuyó por rangos de edad: el 23,9% eran menores de 18 años, el 9,5% tenían entre 18 y 24 años, el 26,6% tenían entre 25 y 44 años, el 29,3% tenían entre 45 y 64 años y el 10,7% tenían 65 años o más. La mediana de edad era de 36,7 años. Por cada 100 mujeres, había 103,1 hombres. Por cada 100 mujeres mayores de 18 años, había 102,5 hombres.
En 2017, la mediana y el promedio de ingresos anuales estimados por la ACS para un hogar en la ciudad fueron de $56,372 y $70,490, respectivamente. Los ingresos medianos y promedios por familia fueron de $68,438 y $84,518, respectivamente. El ingreso per cápita de la ciudad fue de $30,474. Aproximadamente el 12.4% de la población, incluyendo el 19.8% de los menores de 18 años, se encontraba por debajo del umbral de pobreza. El 90.0% hablaba inglés, el 6.0% tagalo, el 1.8% español y el 0.7% tsimshian como primera lengua.

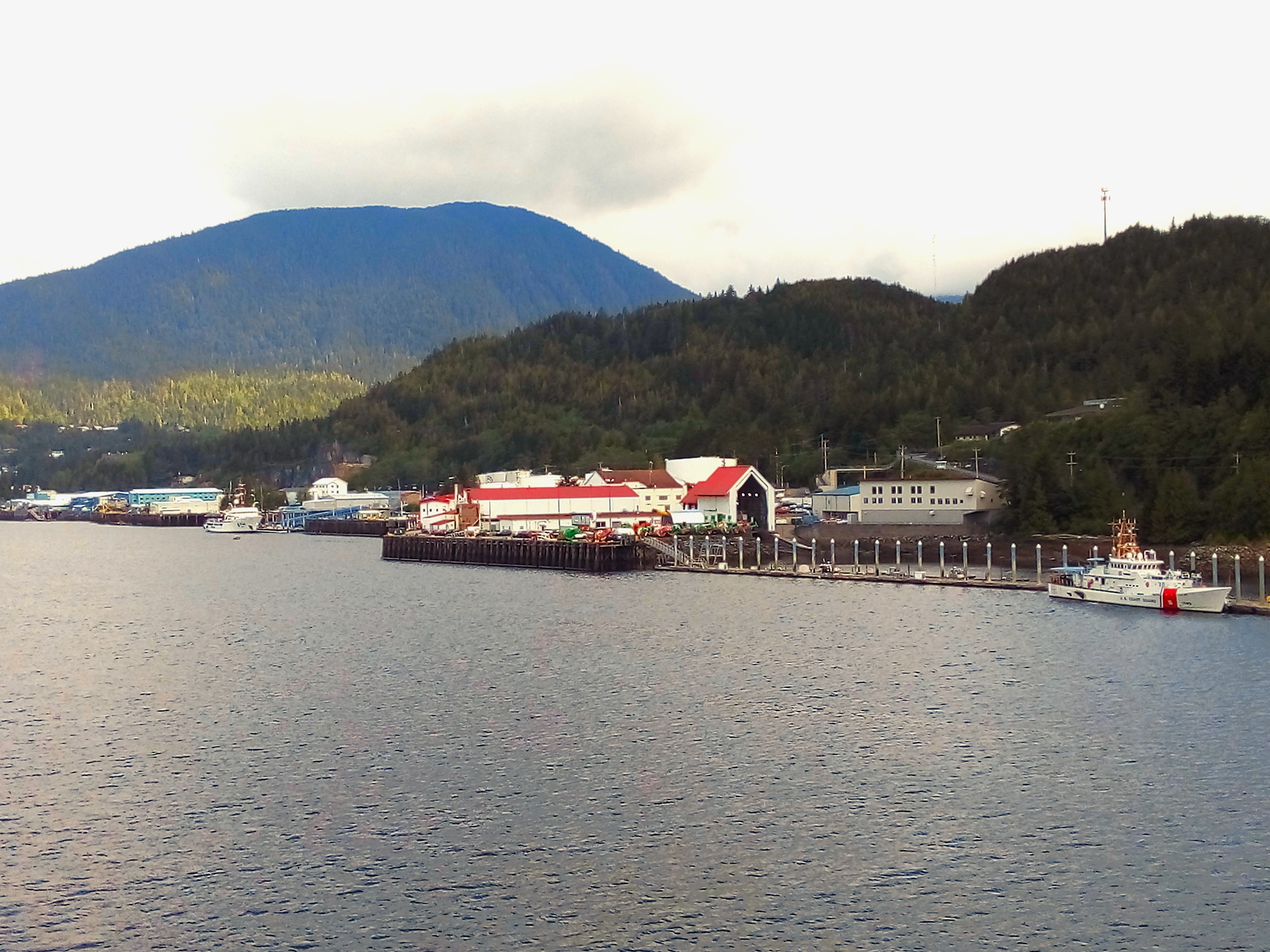
Base de la Guardia Costera Ketchikan.

## Gobierno e infraestructura
La ciudad de Ketchikan opera bajo una forma de gobierno de consejo-administrador. El distrito de Ketchikan Gateway incluye tanto la ciudad de Ketchikan como la ciudad de Saxman y abarca más de 6.000 millas cuadradas (16.000 km2) desde la frontera entre Canadá y Estados Unidos hasta el sur de Wrangell. El Sistema de Carreteras Marinas de Alaska tiene su sede en Ketchikan.
A lo largo de las décadas, Ketchikan ha producido una serie de figuras políticas notables para Alaska en general. En los días territoriales, Norman Ray "Doc" Walker, un farmacéutico nacido en Canadá que ejercía en Ketchikan,fue posiblemente el primer miembro de carrera de la Legislatura de Alaska. Walker sirvió en el Senado territorial durante 16 años antes de perder la reelección en 1948. Terry Gardiner, nativo de Ketchikan, fue la persona más joven elegida para la Cámara de Representantes de Alaska a los 22 años.
La Guardia Costera de los Estados Unidos mantiene una gran instalación en tierra, la Base de la Guardia Costera Ketchikan, al sur del centro de la ciudad, que sirve como puerto base para tres cúteres y como base de mantenimiento regional para Alaska.
Uno de los dos códigos postales de Ketchikan, 99950, es el número más alto en los Estados Unidos. 

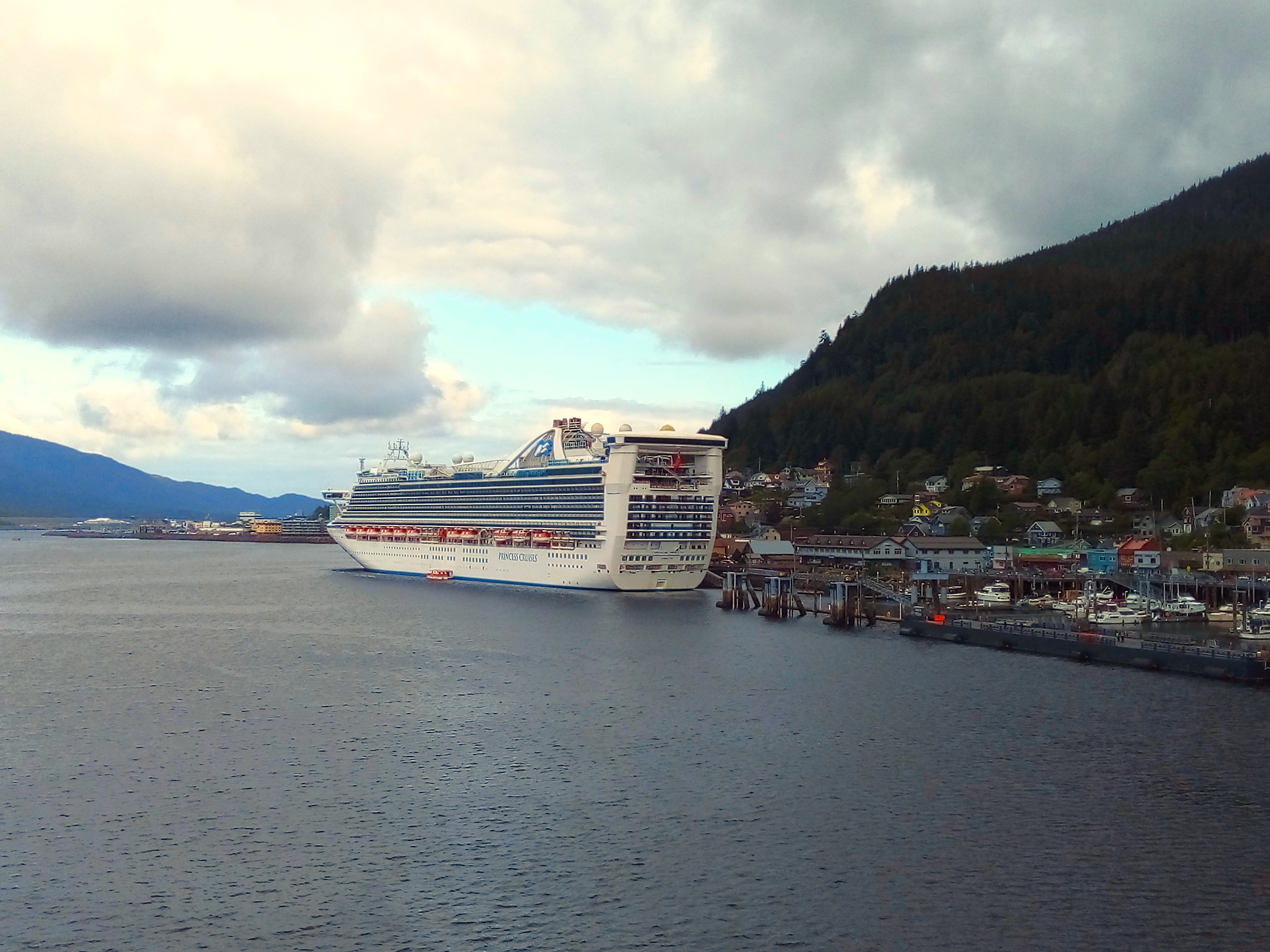
Puerto de cruceros de Ketchikan.

## Economía e industrias
Un importante y primer puerto de entrada a Alaska, la economía de Ketchikan se ha basado en las industrias pesqueras, las fábricas de conservas en particular, el turismo, el gobierno y la silvicultura. El empleo civil anual promedio en 2017 fue de 4.070 con una fuerza laboral estacional sustancial que alcanzó su punto máximo en julio.
El área cerca de la desembocadura del arroyo Ketchikan le valió a Ketchikan una medida de infamia durante la primera mitad del siglo XX por un distrito de luz roja conocido como Creek Street, con burdeles alineados a ambos lados del arroyo.
La economía de Ketchikan se basa actualmente en los servicios gubernamentales, el turismo y la pesca comercial. Los impulsores cívicos han apodado a la comunidad como la "Capital Mundial del Salmón". 
Ketchikan también recibe una gran cantidad de turistas, tanto por aire como por mar, debido a su popularidad como parada de cruceros. En 2018, el puerto de Ketchikan vio a 40 cruceros diferentes hacer más de 500 paradas en el puerto y atraer a más de 1.073.000 visitantes a Ketchikan.  El Great Alaskan Lumberjack Show, un espectáculo de leñadores, se realiza cerca de Ketchikan Creek entre mayo y septiembre.  

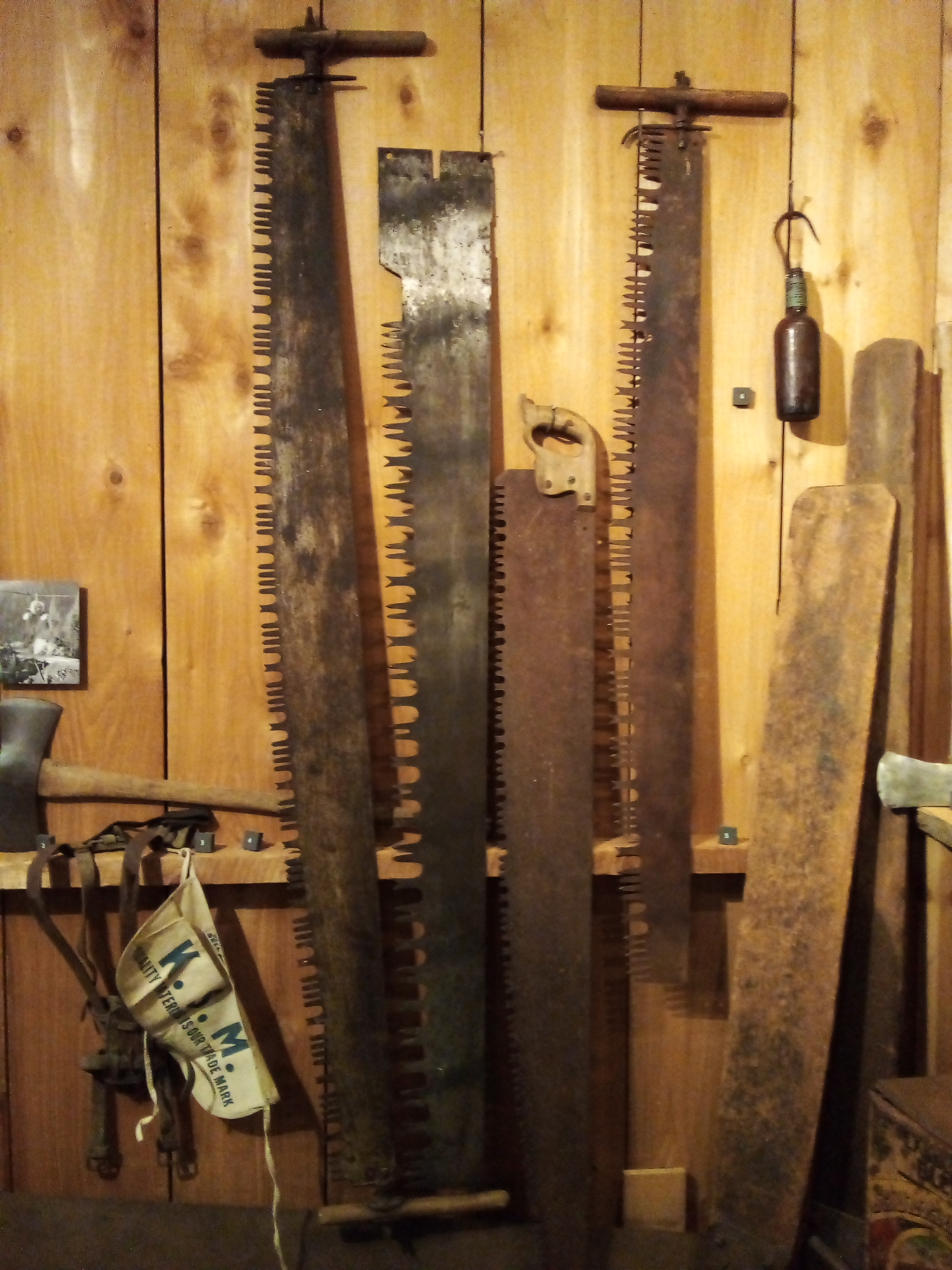
Antiguas herramientas de la industria maderera (Tongass Historical Museum -Ketchikan-).

El Monumento Nacional Misty Fiords es una de las principales atracciones de la zona, y el Bosque Nacional Tongass tiene su sede en Ketchikan, principalmente en el histórico Edificio Federal de la ciudad. Durante la mayor parte de la segunda mitad del siglo XX, una gran parte de la economía y la vida de Ketchikan se centraron en la fábrica de celulosa Ketchikan Pulp Company en las cercanías de Ward Cove. El aserradero cerró en 1997 a raíz de la aprobación de la Ley de Reforma de la Madera de Tongass de 1990, que redujo los objetivos de extracción de madera en el bosque nacional.

### Madera
Ketchikan Pulp Company (KPC), una subsidiaria de Louisiana-Pacific Corp., tenía su sede a las afueras de los límites de la ciudad de Ketchikan en las costas de Ward Cove. La fábrica de celulosa de la compañía abrió en la cala en 1954. Una investigación conjunta de la EPA y el FBI de 1995 sobre la compañía reveló que había vertido aguas residuales y lodos contaminados en las aguas alrededor de Ward Cove, dejándolas clasificadas como "deterioradas" por la EPA. KPC se declaró culpable de los cargos y acordó pagar una multa de $ 3 millones. 
En 1996, tras la negativa de la Administración Clinton a restablecer los términos originales del contrato maderero de KPC, Louisiana-Pacific Corp. anunció que cerraría la fábrica de celulosa, y lo hizo en marzo de 1997. Como resultado, se perdieron un total de 514 empleos directos durante todo el año y más de 500 empleos indirectos. 
Marine
El astillero Ketchikan consta de dos diques secos (10.000 toneladas y 2.500 toneladas) propiedad y operados por Alaska Ship & Drydock, una subsidiaria de Vigor Industrial. Lanzó con éxito el M/V Susitna en abril de 2010. Un prototipo de transbordador para uso del distrito Matanuska-Susitna de Alaska, el Susitna es el resultado de la planificación del almirante Jay M. Cohen, exjefe de la Oficina de Investigación Naval, y el excapitán de la Marina Lew Madden, que entonces trabajaba como gerente de proyectos para Lockheed Martin.
El contrato para dos nuevos transbordadores diurnos de clase Alaska en la Alaska Marine Highway se otorgó al astillero el 20 de septiembre de 2014, a un costo de $ 101 millones.

### Energía y telecomunicaciones
Las empresas involucradas en energía y telecomunicaciones incluyen Ketchikan Public Utilities (KPU), que es propiedad de la ciudad, así como GCI y Alaska Power and Telephone Company (AP&T).

## Transporte
Ketchikan sirve como centro de transporte aéreo y marítimo para el sur del sureste de Alaska.
El Aeropuerto Internacional de Ketchikan sirve como puerta de entrada para el servicio de aviones sin escalas de Alaska Airlines desde y hacia Seattle, Juneau, Sitka y Wrangell, con servicio directo a Anchorage, y como un centro de transporte y aviones chárter para destinos como Hyder, Metlakatla y la Isla del Príncipe de Gales comunidades. El tiempo de vuelo hacia/desde Seattle, Washington es de aproximadamente noventa minutos, lo que hace que Ketchikan sea fácilmente accesible para los viajeros de los EE. UU. continentales. Delta Air Lines comenzó a operar un servicio estacional a Seattle en mayo de 2015.
Ketchikan recibe servicio de dos líneas de ferry separadas. Ketchikan es un puerto importante a lo largo de la ruta Inside Passage del Sistema de Carreteras Marinas de Alaska. Los buques parten hacia el norte hacia los puertos de escala de Alaska y hacia el sur hacia Prince Rupert, Columbia Británica, un viaje de seis horas, donde se puede hacer una conexión con el sistema BC Ferries, y Bellingham, Washington, un viaje de treinta y seis horas. Los viajes salen varias veces a la semana.  Ketchikan también recibe un servicio diurno regular desde el buque M / V Lituya de Alaska Marine Highway, un barco diurno que viaja entre su puerto base en Metlakatla, AK y Ketchikan.
La Autoridad de Ferry Interinsular sirve a Ketchikan con un servicio diario desde su puerto base en Hollis en la Isla del Príncipe de Gales. 

## Educación

### Colegios y universidades
El antiguo Ketchikan Community College se convirtió en el campus de Ketchikan de la Universidad del Sureste de Alaska durante la reestructuración del Sistema de la Universidad de Alaska a fines de la década de 1980. El campus está ubicado en el lado cuesta arriba del vecindario West End de Ketchikan y consta de dos edificios, el Edificio Paul y el Edificio Ziegler. Ambos llevan el nombre de destacados residentes de Ketchikan de principios y mediados del siglo XX, William Lewis Paul y Adolph Holton Ziegler, respectivamente.

### Educación pública
- Ketchikan Gateway Borough School District
  - Ketchikan High School
  - Revilla Junior/Senior High School

## Ciudades hermanadas
- Gero, Japón[2]
- Palm Desert, California

La antigua ciudad hermana de Ketchikan, Kanayama, prefectura de Gifu, Japón, se incorporó junto con otras cuatro ciudades a la ciudad más grande de Gero el 1 de marzo de 2004. Un programa de intercambio educativo ha estado activo entre las dos ciudades desde 1986. Cada año, Ketchikan y Kanayama intercambian un maestro cada uno para instruir clases de idiomas de nivel secundario en sus respectivos idiomas. Además, Kanayama envía un grupo de estudiantes a Ketchikan durante la primavera, y los estudiantes de Ketchikan viajan a Kanayama el verano siguiente. Los estudiantes de Ketchikan viajan por todo Japón, y la mayor parte de su tiempo lo pasan en Kanayama con familias anfitrionas, asistiendo a clases y recorriendo la ciudad. 

## Galería de imágenes

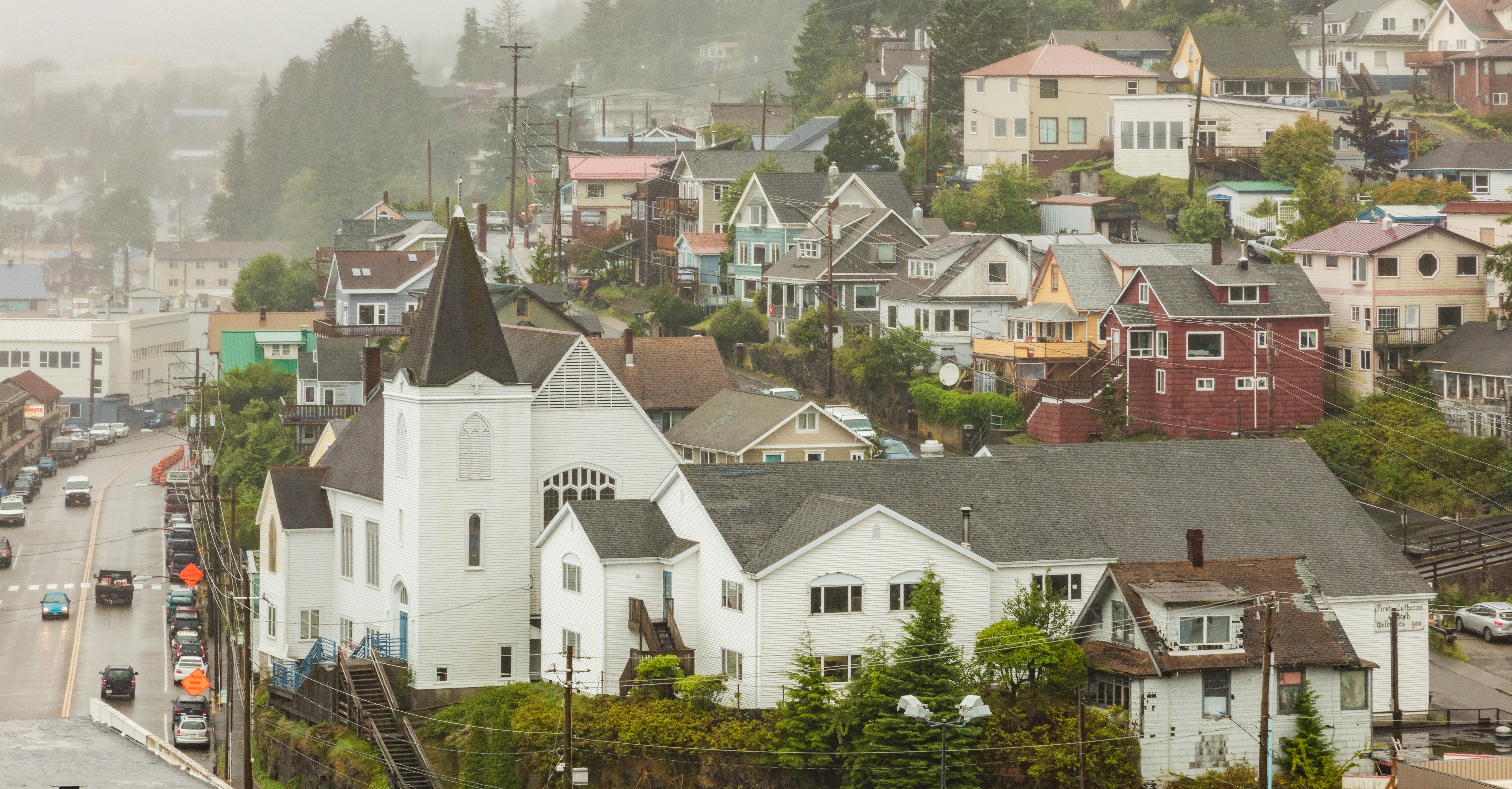
Primera Iglesia Luterana, Ketchikan.
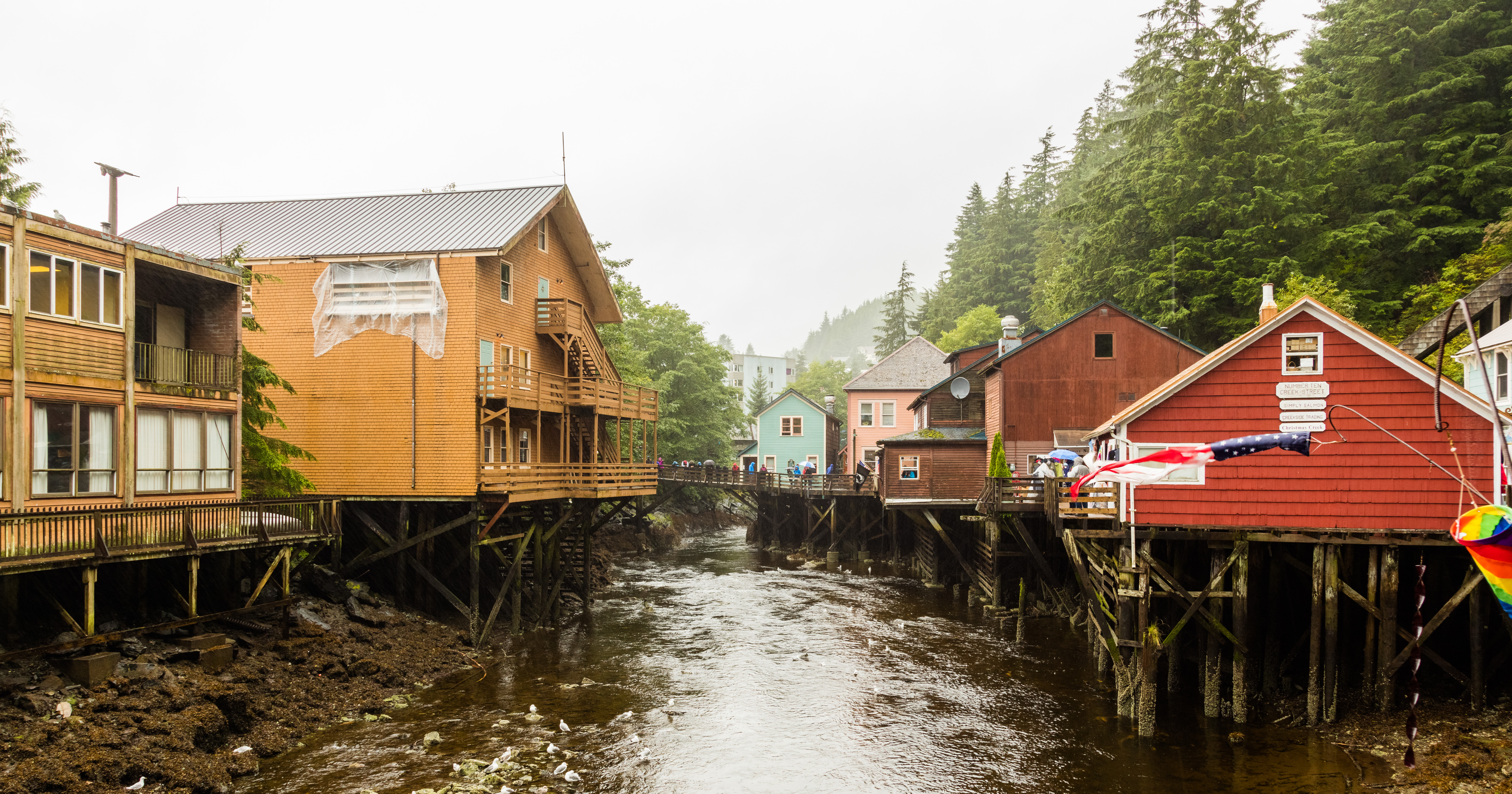
Calle histórica Creek.
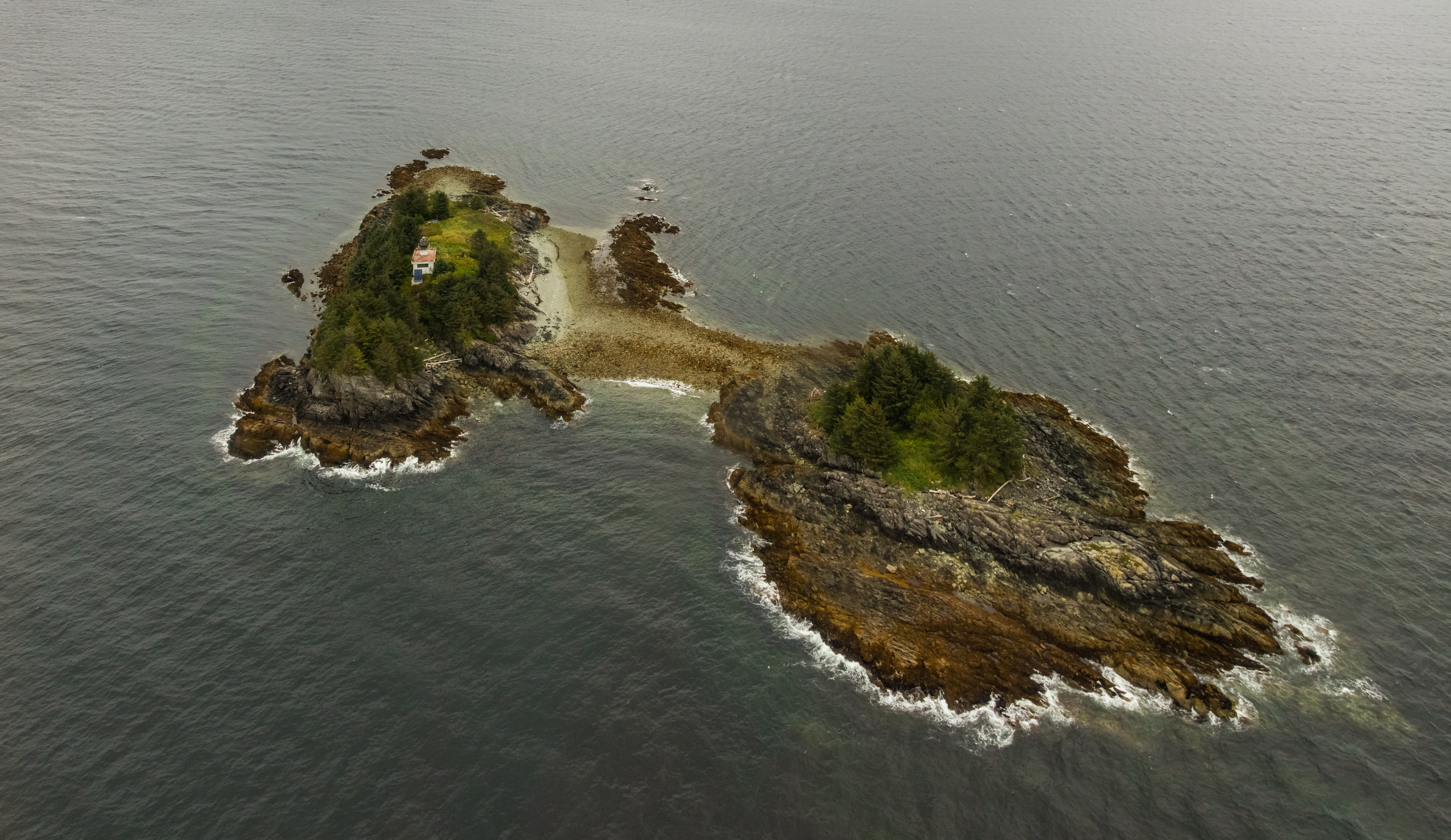
Faro de Guard Island.
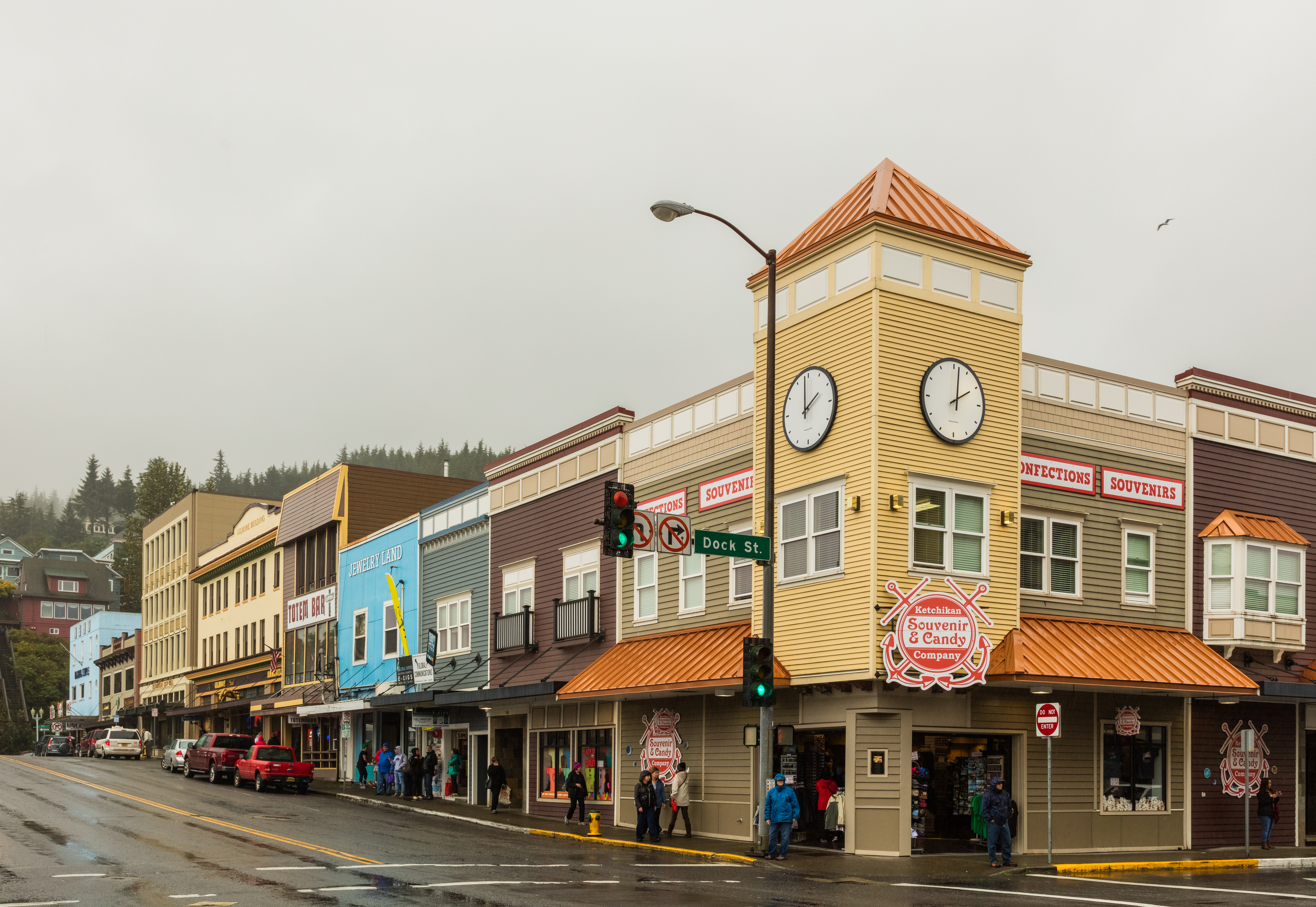
Centro de la ciudad.
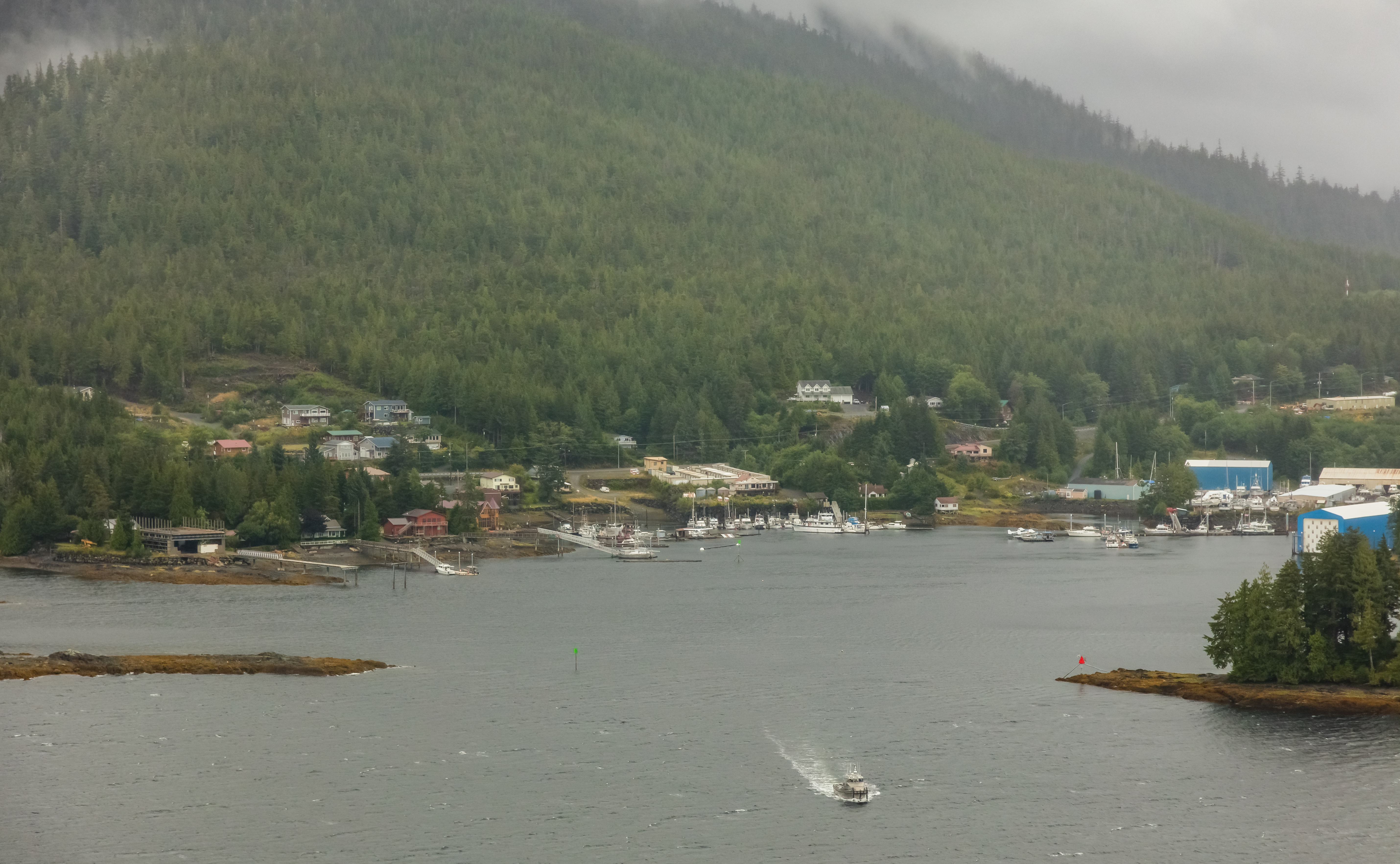
Vista aérea de los alrededores.
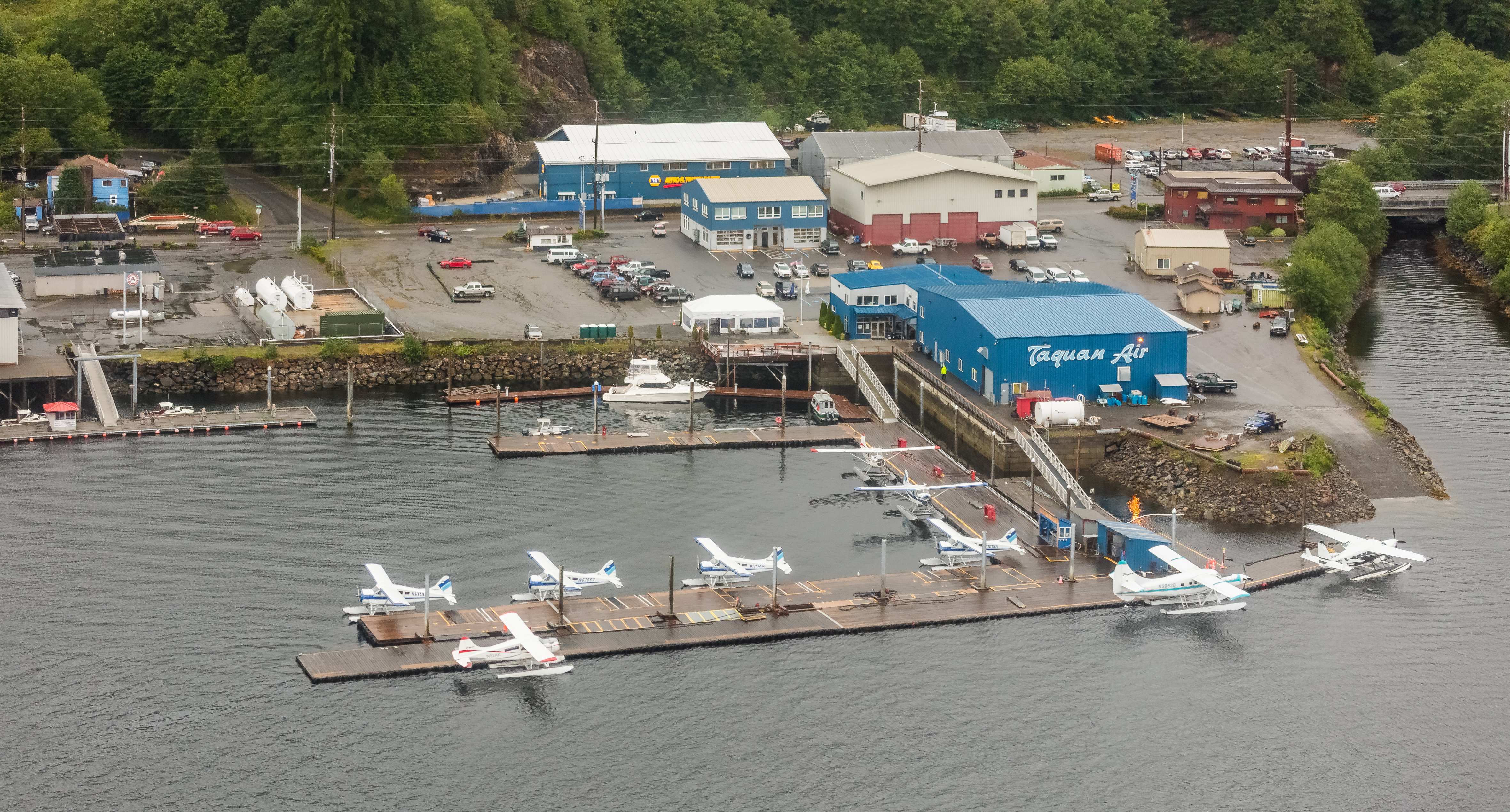
Puerto de hidroaviones.
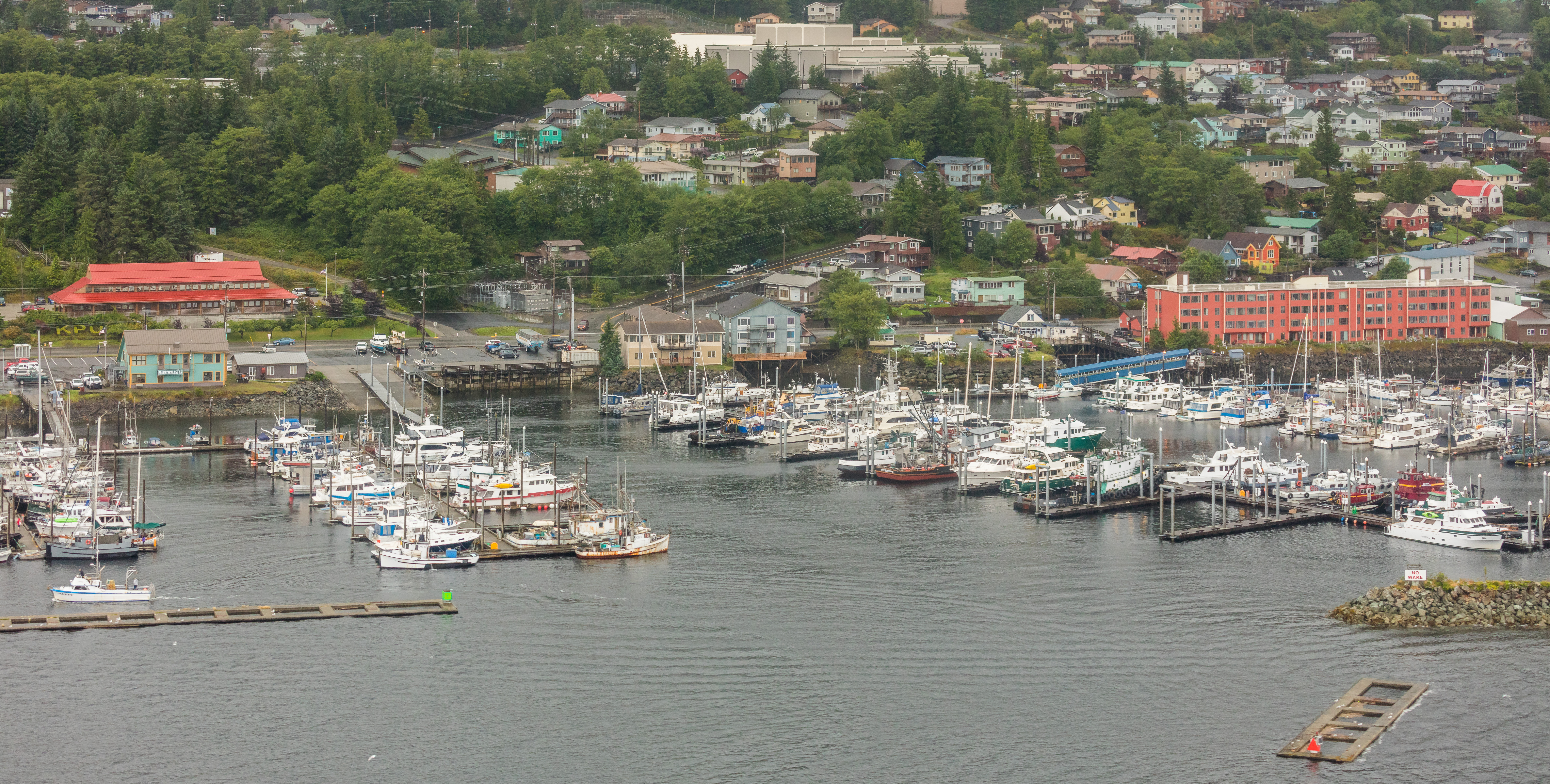
Puerto marítimo.
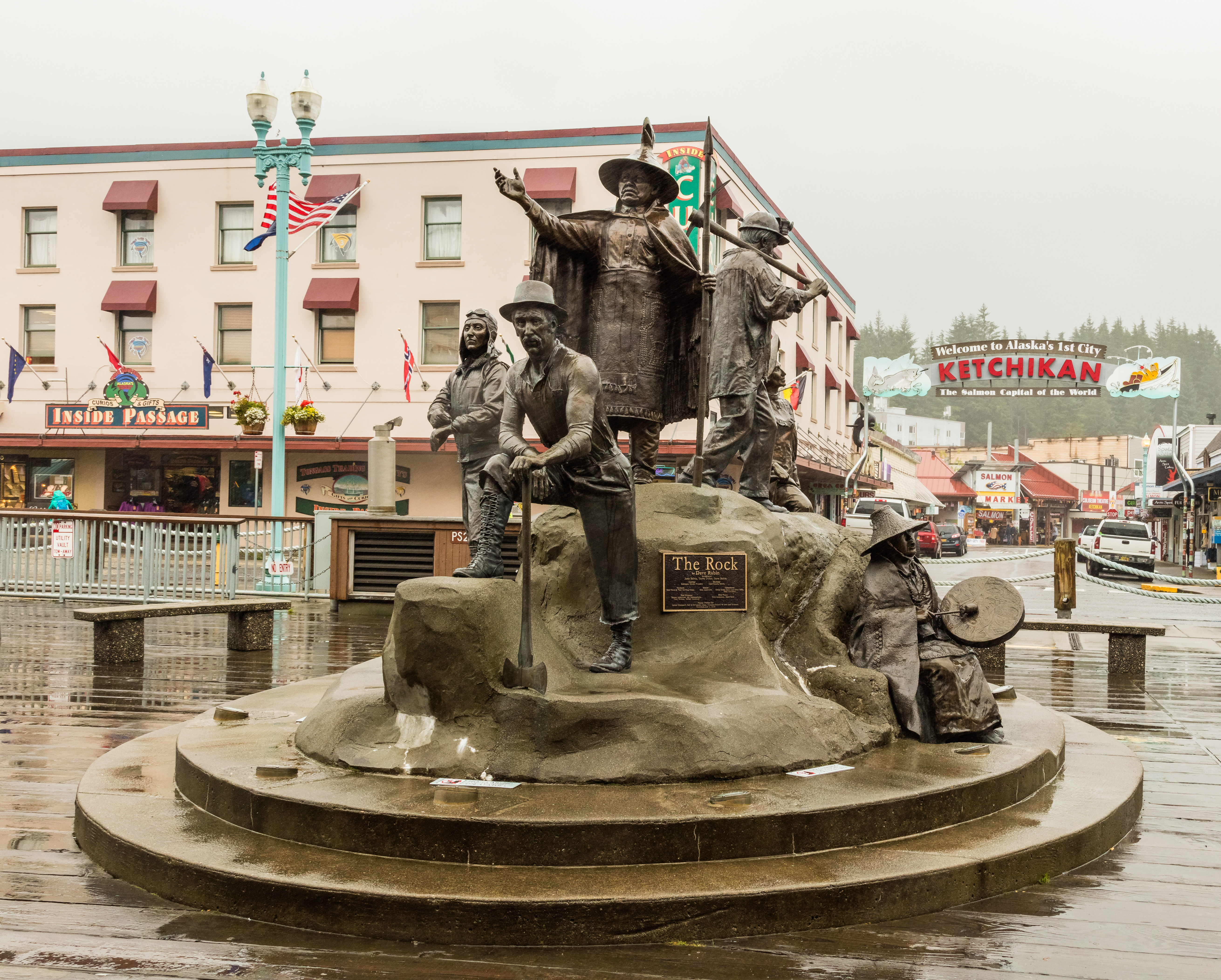
Monumento "La Roca".

## Personas notables
- Danny Edwards (nacido en 1951), golfista profesional
- Nathan Jackson (nacido en 1938), artista tinglit famoso por su talla de tótems
- Roy Jones (1893-1974), primera persona en volar comercialmente en Alaska
- Jerry Mackie (nacido en 1962), legislador del estado de Alaska y hombre de negocios, nacido en Ketchikan
- Jack McBride, legislador y miembro del consejo de la ciudad
- Tallie Medel, actriz
- Frank Murkowski (nacido en 1933), exsenador de los Estados Unidos y gobernador de Alaska; Murkowski creció en Ketchikan, donde su padre era vicepresidente del First National Bank of Ketchikan, que existe hoy como un banco regional del sureste llamado First Bank
- Lisa Murkowski (nacida en 1957), segunda hija de Frank Murkowski y su sucesora como senadora de los Estados Unidos, nacida en Ketchikan
- Rudy Pankow (nacido en 1998), actor estadounidense.
- William Paul (1885-1977), (Shgúndi), estadista tinglit y líder de la Hermandad Nativa de Alaska nacido cerca de Ketchikan. Paul fue el primer nativo de Alaska en convertirse en abogado y elegido por primera vez para la legislatura territorial de Alaska
- Ray Troll (nacido en 1954), artista famoso por mezclar arte y ciencia en sus dibujos cargados de peces
- Don Watts (nacido en 1956 o 1957), agricultor y empresario

## En la cultura popular
Se han rodado varias películas en Ketchikan, incluyendo The Silver Horde, Spawn of the North, Timber Tramps y Cry Vengeance, así como episodios de los programas de televisión The Love Boat y Baywatch.  Un episodio de Mythbusters donde el equipo ve si un barco hecho de hielo y aserrín realmente puede flotar se filmó en Ketchikan en 2009.  La serie de National Geographic Channel Alaska Wing Men en el episodio "Fatal Crash" sigue la visita de un investigador de la Junta Nacional de Seguridad en el Transporte de un accidente fatal de un piloto de Alaska en julio de 2010 cerca de Ketchikan.
En El joven papa, el personaje del Papa Pío XIII envía a varios cardenales que lo molestaron a Ketchikan como castigo, que se representa como un páramo helado.
En la obra de Arthur Miller Muerte de un viajante, el tío Ben debe dejar a Willy para ir a Ketchikan, donde presumiblemente hizo parte de su fortuna.